# Lista över herrmedaljörer i sprintvärldsmästerskapen i kajak
Detta är en lista över samtliga medaljörer på herrsidan i sprintvärldsmästerskapen i kanotsport.

## K-1 1000 m
Introducerades: 1938. Hölls inte: 1948. Återupptogs: 1950.
| Spel             | Guld                                            | Silver                     | Brons                      |
| Vaxholm 1938     | Karl Widmark (SWE)                              | Helmut Cämmerer (GER)      | Gregor Hradetzky (GER)     |
| Köpenhamn 1950   | Gert Fredriksson (SWE)                          | Thorvald Strömberg (FIN)   | Lars Petterson (SWE)       |
| Mâcon 1954       | Gert Fredriksson (SWE)                          | Louis Gantois (FRA)        | Ferenc Hatlaczki (HUN)     |
| Prag 1958        | Fritz Briel (GER)                               | Ferenc Hatlaczki (HUN)     | Gert Fredriksson (SWE)     |
| Jajce 1963       | Erik Hansen (DEN)                               | Aurel Vernescu (ROU)       | Siegfried Rossberg (GDR)   |
| Östberlin 1966   | Oleksandr Sjaparenko (URS)                      | Erik Hansen (DEN)          | Imre Kemecsey (HUN)        |
| Köpenhamn 1970   | Oleksandr Sjaparenko (URS)                      | Lars Andersson (SWE)       | Grzegorz Śledziewski (POL) |
| Belgrad 1971     | Grzegorz Śledziewski (POL)                      | Lars Andersson (SWE)       | Oleksandr Sjaparenko (URS) |
| Tammerfors 1973  | Géza Csapó (HUN)                                | Grzegorz Śledziewski (POL) | Oleksandr Sjaparenko (URS) |
| Mexico City 1974 | Géza Csapó (HUN)                                | Grzegorz Śledziewski (POL) | Oreste Perri (ITA)         |
| Belgrad 1975     | Oreste Perri (ITA) · Grzegorz Śledziewski (POL) | Ingen                      | Rüdiger Helm (GDR)         |
| Sofia 1977       | Vasile Dîba (ROU)                               | Rüdiger Helm (GDR)         | Oreste Perri (ITA)         |
| Belgrad 1978     | Rüdiger Helm (GDR)                              | Milan Janić (YUG)          | Vitalijus Trukšinas (URS)  |
| Duisburg 1979    | Rüdiger Helm (GDR)                              | Ion Bîrlădeanu (ROU)       | Felix Masár (TCH)          |
| Nottingham 1981  | Rüdiger Helm (GDR)                              | Ion Bîrlădeanu (ROU)       | Einar Rasmussen (NOR)      |
| Belgrad 1982     | Rüdiger Helm (GDR)                              | Alan Thompson (NZL)        | Einar Rasmussen (NOR)      |
| Tammerfors 1983  | Rüdiger Helm (GDR)                              | Artūras Vieta (URS)        | Alan Thompson (NZL)        |
| Mechelen 1985    | Ferenc Csipes (HUN)                             | Heiko Zinke (GDR)          | Kalle Sundqvist (SWE)      |
| Montréal 1986    | Jeremy West (GBR)                               | Ferenc Csipes (HUN)        | Harry Nolte (GDR)          |
| Duisburg 1987    | Greg Barton (USA)                               | Ferenc Csipes (HUN)        | Morten Ivarsen (NOR)       |
| Plovdiv 1989     | Zsolt Gyulay (HUN)                              | Torsten Krentz (GDR)       | Kalle Sundqvist (SWE)      |
| Poznan 1990      | Knut Holmann (NOR)                              | Maciej Freimut (POL)       | Philippe Boccara (FRA)     |
| Paris 1991       | Knut Holmann (NOR)                              | Ferenc Csipes (HUN)        | Greg Barton (USA)          |
| Köpenhamn 1993   | Knut Holmann (NOR)                              | Thor Nielsen (DEN)         | Marin Popescu (ROU)        |
| Mexico City 1994 | Clint Robinson (AUS)                            | Zsolt Borhi (HUN)          | Knut Holmann (NOR)         |
| Duisburg 1995    | Knut Holmann (NOR)                              | Clint Robinson (AUS)       | Lutz Liwowski (GER)        |
| Dartmouth 1997   | Botond Storcz (HUN)                             | Beniamino Bonomi (ITA)     | Knut Holmann (NOR)         |
| Szeged 1998      | Lutz Liwowski (GER)                             | Knut Holmann (NOR)         | Javier Correa (ARG)        |
| Milano 1999      | Lutz Liwowski (GER)                             | Knut Holmann (NOR)         | Torsten Tranum (DEN)       |
| Poznan 2001      | Babak Amir-Tahmasseb (FRA)                      | Javier Correa (ARG)        | Lutz Liwowski (GER)        |
| Sevilla 2002     | Eirik Verås Larsen (NOR)                        | Javier Correa (ARG)        | Adam Seroczyński (POL)     |
| Gainesville 2003 | Ben Fouhy (NZL)                                 | Adam van Koeverden (CAN)   | Nathan Baggaley (AUS)      |
| Zagreb 2005      | Eirik Verås Larsen (NOR)                        | Adam van Koeverden (CAN)   | Nathan Baggaley (AUS)      |
| Szeged 2006      | Markus Oscarsson (SWE)                          | Tim Brabants (GBR)         | Ben Fouhy (NZL)            |
| Duisburg 2007    | Tim Brabants (GBR)                              | Adam van Koeverden (CAN)   | Eirik Verås Larsen (NOR)   |
| Dartmouth 2009   | Max Hoff (GER)                                  | Anders Gustafsson (SWE)    | Adam van Koeverden (CAN)   |
| Poznan 2010      | Max Hoff (GER)                                  | Tim Brabants (GBR)         | Aleh Jurenja (BLR)         |
| Szeged 2011      | Adam Van Koeverden (CAN)                        | Anders Gustafsson (SWE)    | Eirik Verås Larsen (NOR)   |
| Duisburg 2013    | Max Hoff (GER)                                  | Ken Wallace (AUS)          | Bence Dombvári (HUN)       |
| Moskva 2014      | Josef Dostál (CZE)                              | Miroslav Kirchev (BUL)     | René Holten Poulsen (DEN)  |
| Milano 2015      | René Holten Poulsen (DEN)                       | Josef Dostál (CZE)         | Fernando Pimenta (POR)     |
| Račice 2017      | Tom Liebscher (GER)                             | Fernando Pimenta (POR)     | Josef Dostál (CZE)         |

## K-1 10000 m
Introducerades: 1938. Hölls inte: 1948. Återupptogs: 1950. Togs bort: 1993. Folding var endast med 1938.
| Spel                   | Guld                       | Silver                     | Brons                     |
| Vaxholm 1938           | Karl Widmark (SWE)         | Czesław Sobieraj (POL)     | Egon Nilsson (SWE)        |
| Vaxholm 1938 (folding) | Arne Bogren (SWE)          | Kamill Balatoni (HUN)      | Günter Nowatzki (GER)     |
| Köpenhamn 1950         | Thorvald Strömberg (FIN)   | Gert Fredriksson (SWE)     | Arne Jansson (SWE)        |
| Mâcon 1954             | Ferenc Hatlaczki (HUN)     | Miloš Pech (TCH)           | Harald Eriksen (NOR)      |
| Prag 1958              | Thorvald Strömberg (FIN)   | Ladislav Čepčianský (TCH)  | Vagn Schmidt (DEN)        |
| Jajce 1963             | Fritz Briel (GER)          | Sven-Olav Sjödelius (SWE)  | Mihály Hesz (HUN)         |
| Östberlin 1966         | Mihály Hesz (HUN)          | Volodymyr Zemljakov (URS)  | Fritz Briel (GER)         |
| Köpenhamn 1970         | Viktor Tsarjov (URS)       | Erik Hansen (DEN)          | Péter Völgyi (HUN)        |
| Belgrad 1971           | Viktor Tsarjov (URS)       | Péter Völgyi (HUN)         | Jochen Schneider (GER)    |
| Tammerfors 1973        | Oleksandr Sjaparenko (URS) | Péter Völgyi (HUN)         | Jörgen Andersen (DEN)     |
| Mexico City 1974       | Oreste Perri (ITA)         | Oleksandr Sjaparenko (URS) | Péter Völgyi (HUN)        |
| Belgrad 1975           | Oreste Perri (ITA)         | Erich Pasch (GER)          | Kasimirz Nikin (POL)      |
| Sofia 1977             | Oreste Perri (ITA)         | István Fábián (HUN)        | Nikolaj Stepanenko (URS)  |
| Belgrad 1978           | Milan Janić (YUG)          | Nikolaj Stepanenko (URS)   | István Joós (HUN)         |
| Duisburg 1979          | Milan Janić (YUG)          | Einar Rasmussen (NOR)      | Nikolaj Stepanenko (URS)  |
| Nottingham 1981        | Einar Rasmussen (NOR)      | Milan Janić (YUG)          | István Fábián (HUN)       |
| Belgrad 1982           | Milan Janić (YUG)          | Einar Rasmussen (NOR)      | Mikalaŭ Astapkovitj (URS) |
| Tammerfors 1983        | Einar Rasmussen (NOR)      | Milan Janić (YUG)          | Rick Daman (NED)          |
| Mechelen 1985          | Greg Barton (USA)          | László Nieberl (HUN)       | Grant Bramwell (NZL)      |
| Montréal 1986          | Ferenc Csipes (HUN)        | Bernard Brégeon (FRA)      | Stanislav Borejko (URS)   |
| Duisburg 1987          | Greg Barton (USA)          | Attila Szabó (TCH)         | Einar Rasmussen (NOR)     |
| Plovdiv 1989           | Attila Szabó (TCH)         | Stanislav Borejko (URS)    | José Garcia (POR)         |
| Poznan 1990            | Philippe Boccara (FRA)     | Greg Barton (USA)          | Torsten Krentz (GDR)      |
| Paris 1991             | Greg Barton (USA)          | Beniamino Bonomi (ITA)     | Morten Ivarsen (NOR)      |
| Köpenhamn 1993         | Thor Nielsen (DEN)         | Knut Holmann (NOR)         | Attila Szabó (SVK)        |

## K-2 1000 m
Introducerades: 1938. Hölls inte: 1948. Återupptogs: 1950.

## K-2 10000 m
Introducerades: 1938. Hölls inte: 1948. Återupptogs: 1950. Togs bort: 1993. Folding-kajak var endast med 1938.
| Spel                   | Guld                                                   | Silver                                                 | Brons                                                |
| Vaxholm 1938           | Gunnar Johansson Berndt Berndtsson Sverige             | Helmut Triebe Hans Eberle Tyskland                     | Adolf Kainz Karl Maurer Tyskland                     |
| Vaxholm 1938 (folding) | Carl-Gustav Hellstrandt Erik Helsvik Sverige           | Sven Johansson Erik Bladström Sverige                  | Kurt Kreh Johann Fuchs Tyskland                      |
| Köpenhamn 1950         | Gunnar Åkerlund Hans Wetterström Sverige               | Svend Frømming Ingvard Nørregaard Danmark              | Karl-Erick Björk Per-Olav Olsson Sverige             |
| Mâcon 1954             | Max Raub Herbert Wiedermann Österrike                  | Sigvard Johansson Rolf Fjellmann Sverige               | Ernst Steinhauer Helmuth Stocker Västtyskland        |
| Prag 1958              | János Urányi László Fábián Ungern                      | Heinz Ackers Wilhelm Schlüssel Västtyskland            | Helmuth Stocker Franz Teidl Västtyskland             |
| Jajce 1963             | László Fábián István Timár Ungern                      | Tord Sahlén Tyrone Ferm Sverige                        | Erich Suhrbier Siegfred Brzoska Västtyskland         |
| Östberlin 1966         | Imre Szöllösi László Fábián Ungern                     | Egil Søby Jan Johansen Norge                           | Pavel Kvasil František Švec Tjeckoslovakien          |
| Köpenhamn 1970         | Konstantin Kostenko Vjatjeslav Kononov Sovjetunionen   | Imre Szöllösi Vilmos Nagy Ungern                       | Costel Coşniţă Vasilie Simiocenco Rumänien           |
| Belgrad 1971           | Konstantin Kostenko Vjatjeslav Kononov Sovjetunionen   | Egil Søby Jan Johansen Norge                           | Antrop Varabiev Emilian Zahara Rumänien              |
| Tammerfors 1973        | Zoltán Bakó Géza Csapó Ungern                          | Ion Terente Antrop Varabiev Rumänien                   | Jos Broeckx Paul Stinckens Belgien                   |
| Mexico City 1974       | Antrop Varabiev Ion Terente Rumänien                   | Jos Broeckx Paul Stinckens Belgien                     | Konstantin Kostenko Vjatjeslav Kononov Sovjetunionen |
| Belgrad 1975           | Zoltán Bakó István Szabó Ungern                        | Danio Merli Giorgio Sbruzzi Italien                    | Valerij Zjemeza Petras Sjurskas Sovjetunionen        |
| Sofia 1977             | Petras Sjurskas Anatolij Korolkov Sovjetunionen        | Zoltán Bakó István Szabó Ungern                        | Nicolae Tico Cuprian Macarencu Rumänien              |
| Belgrad 1978           | Zoltán Bakó István Szabó Ungern                        | Alain Lebas Jean-Paul Hanquier Frankrike               | Nicuşor Eşanu Grigore Constantin Rumänien            |
| Duisburg 1979          | Nicuşor Eşanu Ion Bîrlădeanu Rumänien                  | Nikolaj Astapkovitj Vladimir Romanovskij Sovjetunionen | Herminio Rodriguez Luis Gregorio Ramos Spanien       |
| Nottingham 1981        | Nikolay Astapkovitj Vladimir Romanovskij Sovjetunionen | István Szabó István Joós Ungern                        | Ion Bîrlădeanu Nicuşor Eşanu Rumänien                |
| Belgrad 1982           | Bernard Brégeon Patrick Lefoulon Frankrike             | Ron Stevens Gert Jan Lebbink Nederländerna             | István Szabó István Tóth Ungern                      |
| Tammerfors 1983        | Stephen Jackson Alain Williams Storbritannien          | István Szabó István Tóth Ungern                        | Bengt Andersson Karl-Axel Sundqvist Sverige          |
| Mechelen 1985          | Mikael Berger Conny Edholm Sverige                     | István Szabó István Tóth Ungern                        | Francesco Uberti Daniele Scarpa Italien              |
| Montréal 1986          | Gábor Kulcsár László Gindl Ungern                      | Sergej Kornejevez Viktor Detkovskij Sovjetunionen      | Daniel Stoian Angelin Velea Rumänien                 |
| Duisburg 1987          | Philippe Boccara Pascal Boucherit Frankrike            | Thor Nielsen Lars Koch Danmark                         | Ferenc Csipes Sándor Hódosi Ungern                   |
| Plovdiv 1989           | Attila Ábrahám Sándor Hódosi Ungern                    | Grayson Burne Ivan Lawler Storbritannien               | Vladimir Gordilej Gennadij Vassilenko Sovjetunionen  |
| Poznan 1990            | Grayson Burne Ivan Lawler Storbritannien               | Ian Ferguson Paul MacDonald Nya Zeeland                | Boris Danilov Vladimir Mozjejko Sovjetunionen        |
| Paris 1991             | Philippe Boccara Pascal Boucherit Frankrike            | Kay Bluhm Torsten Gutsche Tyskland                     | Róbert Erban Juraj Kadnár Tjeckoslovakien            |
| Köpenhamn 1993         | Zsolt Borhi Attila Ábrahám Ungern                      | Kalle Sundqvist Hans Olsson Sverige                    | Torgeir Toppe Peter Ribe Norge                       |

## K-4 1000 m
Introducerades: 1938. 

## K-1 500 m
Introducerades: 1948.
| Spel             | Guld                         | Silver                       | Brons                      |
| London 1948      | Gert Fredriksson (SWE)       | Lars Glasser (SWE)           | Poul Agger (DEN)           |
| Köpenhamn 1950   | Johan Kobberup (DEN)         | Lennart Klingström (SWE)     | Andreas Lind (DEN)         |
| Mâcon 1954       | Gert Fredriksson (SWE)       | Meinrad Mittenberger (GER)   | Mircea Anastasescu (ROU)   |
| Prag 1958        | Stefan Kapłaniak (POL)       | Gert Fredriksson (SWE)       | Dieter Krause (GDR)        |
| Jajce 1963       | Aurel Vernescu (ROU)         | Erik Hansen (DEN)            | Kálmán Kovács (HUN)        |
| Östberlin 1966   | Aurel Vernescu (ROU)         | Erik Hansen (DEN)            | Paul Hoekstra (NED)        |
| Köpenhamn 1970   | Anatolij Tistjenko (URS)     | Grzegorz Śledziewski (POL)   | Jean-Pierre Burny (BEL)    |
| Belgrad 1971     | Nykolaj Chochol (URS)        | Ladislav Souček (TCH)        | Mihály Hesz (HUN)          |
| Tammerfors 1973  | Géza Csapó (HUN)             | Vitalijus Trukšinas (URS)    | Grzegorz Śledziewski (POL) |
| Mexico City 1974 | Vasile Dîba (ROU)            | Géza Csapó (HUN)             | Grzegorz Śledziewski (POL) |
| Belgrad 1975     | Géza Csapó (HUN)             | Vasile Dîba (ROU)            | Grzegorz Śledziewski (POL) |
| Sofia 1977       | Vasile Dîba (ROU)            | Grzegorz Śledziewski (POL)   | Zoltán Sztanity (HUN)      |
| Belgrad 1978     | Vasile Dîba (ROU)            | Uladzimir Parfjanovitj (URS) | Peter Hempel (GDR)         |
| Duisburg 1979    | Uladzimir Parfjanovitj (URS) | John Sumeghi (AUS)           | Peter Hempel (GDR)         |
| Nottingham 1981  | Uladzimir Parfjanovitj (URS) | Ion Bîrlădeanu (ROU)         | Lars-Erik Möberg (SWE)     |
| Belgrad 1982     | Uladzimir Parfjanovitj (URS) | Peter Hempel (GDR)           | Lars-Erik Möberg (SWE)     |
| Tammerfors 1983  | Uladzimir Parfjanovitj (URS) | Ian Ferguson (NZL)           | Andreas Stähle (GDR)       |
| Mechelen 1985    | Andreas Stähle (GDR)         | Oliver Seack (FRG)           | Bernard Brégeon (FRA)      |
| Montréal 1986    | Jeremy West (GBR)            | Zsolt Guylay (HUN)           | Ihor Nahajev (URS)         |
| Duisburg 1987    | Paul MacDonald (NZL)         | Andreas Stähle (GDR)         | Attila Szabó (TCH)         |
| Plovdiv 1989     | Martin Hunter (AUS)          | Kay Bluhm (GDR)              | Mike Herbert (USA)         |
| Poznan 1990      | Siarhej Kalesnik (URS)       | Mike Herbert (USA)           | Martin Hunter (AUS)        |
| Paris 1991       | Renn Crichlow (CAN)          | Knut Holmann (NOR)           | Zsolt Gyulay (HUN)         |
| Köpenhamn 1993   | Mikko Kolehmainen (FIN)      | Renn Crichlow (CAN)          | Daniel Collins (AUS)       |
| Mexico City 1994 | Zsombor Borhi (HUN)          | Daniel Collins (AUS)         | Knut Holmann (NOR)         |
| Duisburg 1995    | Piotr Markiewicz (POL)       | Knut Holmann (NOR)           | Geza Magyar (ROU)          |
| Dartmouth 1997   | Botond Storcz (HUN)          | Grzegorz Kotowicz (POL)      | Antonio Rossi (ITA)        |
| Szeged 1998      | Ákos Vereckei (HUN)          | Michael Kolganov (ISR)       | Lutz Liwowski (GER)        |
| Milano 1999      | Ákos Vereckei (HUN)          | Petar Merkov (BUL)           | Grzegorz Kotowicz (POL)    |
| Poznan 2001      | Ákos Vereckei (HUN)          | Anton Ryaxov (UZB)           | Javier Correa (ARG)        |
| Sevilla 2002     | Nathan Baggaley (AUS)        | Petar Merkov (BUL)           | Anton Ryaxov (UZB)         |
| Gainesville 2003 | Nathan Baggaley (AUS)        | Carlos Pérez (ESP)           | Lutz Altepost (GER)        |
| Zagreb 2005      | Nathan Baggaley (AUS)        | Lutz Altepost (GER)          | Adam van Koeverden (CAN)   |
| Szeged 2006      | Marek Twardowski (POL)       | Anton Rjachov (RUS)          | Lutz Altepost (GER)        |
| Duisburg 2007    | Adam van Koeverden (CAN)     | Tim Brabants (GBR)           | Marek Twardowski (POL)     |
| Dartmouth 2009   | Ronald Rauhe (GER)           | Anders Gustafsson (SWE)      | Ken Wallace (AUS)          |
| Poznan 2010      | Anders Gustafsson (SWE)      | Peter Gelle (SVK)            | Adam van Koeverden (CAN)   |
| Szeged 2011      | Marek Twardowski (POL)       | Pavel Mjadzvedzeŭ (BLR)      | Jurij Postrigaj (RUS)      |
| Duisburg 2013    | Tom Liebscher (GER)          | René Holten Poulsen (DEN)    | Arnaud Hybois (FRA)        |
| Moskva 2014      | René Holten Poulsen (DEN)    | Bence Dombvári (HUN)         | Marcus Cooper Walz (ESP)   |
| Milano 2015      | René Holten Poulsen (DEN)    | Tom Liebscher (GER)          | Roman Anosjkin (RUS)       |
| Račice 2017      | Josef Dostál (CZE)           | René Holten Poulsen (DEN)    | Oleh Kucharyk (UKR)        |

## K-1 4 x 500 m stafett
Introducerades: 1948. Togs bort: 1975.

## K-2 500 m
Introducerades: 1948.

## K-4 10000 m
Introducerades: 1950. Togs bort: 1993.

## K-4 500 m
Introducerades: 1977. Togs bort: 2007.
| Spel             | Guld                                                                                 | Silver                                                                             | Brons                                                                          |
| Sofia 1977       | Ryszard Oborski Daniel Wełna Grzegorz Kołtan Henryk Budzicz Polen                    | Ion Dragulschi Beniami Borbandi Policarp Malîhin Vasile Simiocenco Rumänien        | Herminio Menéndez Martin Vázquez José Ramón López Luis Gregario Ramos Spanien  |
| Belgrad 1978     | Peter Bischof Bernd Duvigneau Roland Graupner Harald Marg Östtyskland                | Herminio Menéndez José María Esteban José Ramón López Luis Gregario Ramos Spanien  | Ryszard Oborski Daniel Wełna Grzegorz Kołtan Grzegorz Śledziewski Polen        |
| Duisburg 1979    | Bernd Duvigneau Harald Marg Jürgen Dittrich Roland Graupner Östtyskland              | Anatolij Zjinkarenko Jonas Zautra Sergej Tjuchraj Vladimir Tajnikov Sovjetunionen  | Ryszard Oborski Daniel Wełna Grzegorz Kołtan Grzegorz Śledziewski Polen        |
| Nottingham 1981  | Igor Gajdamaka Sergej Krivozjejev Jüri Poljans Aleksandr Vodovatov Sovjetunionen     | Jens Nordqvist Lars-Erik Möberg Per-Inge Bengtsson Thomas Ohlsson Sverige          | Frank-Peter Bischof André Wohllebe Rüdiger Helm Harald Marg Östtyskland        |
| Belgrad 1982     | Sergej Krivozjejev Igor Gajdamaka Sergej Kolokolov Aleksandr Vodovatov Sovjetunionen | Frank-Peter Bischof Frank Fischer Rüdiger Helm Harald Marg Östtyskland             | Jens Nordqvist Lars-Erik Möberg Per-Inge Bengtsson Thomas Ohlsson Sverige      |
| Tampere 1983     | Andreas Stähle Peter Hempel Harald Marg Rüdiger Helm Östtyskland                     | Sergej Kolokolov Sergej Tjuchraj Arturas Veta Aleksandr Vodovatov Sovjetunionen    | István Imai Attila Csaszar Zoltán Lorinczy András Rajna Ungern                 |
| Mechelen 1985    | André Wohllebe Frank Fischer Peter Hempel Heiko Zinke Östtyskland                    | Aleksandr Belov Igor Gajdamaka Viktor Denisov Aleksandr Vodovatov Sovjetunionen    | Karl-Axel Sundqvist Per-Inge Bengtsson Lars-Erik Möberg Per Lundh Sverige      |
| Montréal 1986    | Andreas Stähle Frank Fischer André Wohllebe Jens Fiedler Östtyskland                 | Aleksandr Matusjenko Sergej Kirsanov Nikolaj Sjersjen Viktor Denisov Sovjetunionen | Gilbert Schneider Detlef Schmidt Volker Kreutzer Thomas Reineck Västtyskland   |
| Duisburg 1987    | Aleksandr Matusjenko Sergej Kirsanov Arturas Veta Viktor Denisov Sovjetunionen       | Robert Chwialkoski Kazimierz Krzyżański Grzegorz Krawców Wojciech Kurpiewski Polen | Reiner Scholl Thomas Pfrang Volker Kreutzer Thomas Reineck Västtyskland        |
| Plovdiv 1989     | Viktor Denisov Sergej Kirsanov Aleksandr Matusjenko Viktor Pusev Sovjetunionen       | Volker Kreutzer Thomas Pfrang Reiner Scholl Mario von Appen Västtyskland           | Adrian Duschev Petar Godev Nikolaj Jordanov Ivan Marinov Bulgarien             |
| Poznan 1990      | Oleg Gorobij Sergej Kirsanov Aleksandr Matusjenko Viktor Pusev Sovjetunionen         | Matthias Hoppe Uwe Münch Andreas Stähle André Wohllebe Östtyskland                 | Attila Ábrahám Ferenc Csipes Gyula Kajner Béla Petrovics Ungern                |
| Paris 1991       | Detlef Hofmann Oliver Kegel Thomas Reineck André Wohllebe Tyskland                   | Attila Ábrahám Attila Adám Attila Androvicz László Fidel Ungern                    | Sergej Galkov Oleg Gorobij Sergej Kirsanov Andrej Plitkin Sovjetunionen        |
| Köpenhamn 1993   | Viktor Denisov Anatolij Tistjenko Aleksandr Ivanik Oleg Gorobij Ryssland             | Thomas Reineck Oliver Kegel Mario van Appen André Wohllebe Tyskland                | Zsolt Gyulay Vince Fehérvári Gábor Horváth Attila Ábrahám Ungern               |
| Mexico City 1994 | Viktor Denisov Anatolij Tisjtjenko Sergej Verlin Oleg Gorobij Ryssland               | Florin Scoica Sorin Petcu Martin Popescu Geza Magyar Rumänien                      | Gábor Horváth Ferenc Csipes Zoltán Antal Róbert Hegedűs Ungern                 |
| Duisburg 1995    | Viktor Denisov Anatolij Tisjtjenko Sergej Verlin Oleg Gorobij Ryssland               | Detlef Hofmann Thomas Reineck Mario van Appen Mark Zabel Tyskland                  | Grzegorz Kotowicz Marek Witkowski Grzegorz Kaleta Dariusz Białkowski Polen     |
| Dartmouth 1997   | Zoltán Kammerer Botond Storcz Ákos Vereckei Róbert Hegedűs Ungern                    | Torsten Gutsche Mark Zabel Jan Günther Björn Bach Tyskland                         | Henrik Andersson Nils-Erik Jonsson Andreas Svensson Henrik Nilsson Sverige     |
| Szeged 1998      | Torsten Gutsche Mark Zabel Björn Bach Stefan Ulm Tyskland                            | Botond Storcz Krisztián Bártafai Zsolt Szádoszki Márton Bauer Ungern               | Andrej Tissin Andrej Sjtjegolichin Vitalij Gankin Roman Zarubin Ryssland       |
| Milano 1999      | Torsten Gutsche Mark Zabel Björn Bach Stefan Ulm Tyskland                            | Andrej Tissin Vitalij Gankin Aleksandr Ivanik Roman Zarubin Ryssland               | Zoltán Kammerer Botond Storcz Ákos Vereckei Gábor Horváth Ungern               |
| Poznan 2001      | Roman Zarubin Aleksandr Ivanik Denis Turtjenkov Andrej Tissin Ryssland               | Vasile Curuzan Marian Babin Geza Magyar Romică Şerban Rumänien                     | Richard Riszdorfer Michal Riszdorfer Erik Vlček Juraj Bača Slovakien           |
| Sevilla 2002     | Richard Riszdorfer Michal Riszdorfer Erik Vlček Juraj Bača Slovakien                 | Raman Petrusjenka Aljaksandar Zjukoŭski Aljaksej Abalmasaŭ Vadzim Machneŭ Belarus  | Manuel Muñoz Jaime Acuña Aike González Oier Aizpurua Spanien                   |
| Gainesville 2003 | Richard Riszdorfer Michal Riszdorfer Erik Vlček Juraj Bača Slovakien                 | Vasile Curuzan Marian Babin Alexandru Ceausu Romică Şerban Rumänien                | Aleksandr Ivanik Anatolij Tisjtjenko Oleg Gorobij Vladimir Grusjichin Ryssland |
| Zagreb 2005      | Raman Petrusjenka Aljaksej Abalmasaŭ Dziamjan Turtjyn Vadzim Machneŭ Belarus         | Michael Riszdorfer Juraj Tarr Andrej Wiebauer Róbert Erban Slovakien               | Franco Benedini Jaka Jazbec Luca Piemonte Antonio Scaduto Italien              |
| Szeged 2006      | Richard Riszdorfer Michal Riszdorfer Róbert Erban Erik Vlček Slovakien               | Attila Csamangó Gábor Bozsik Attila Boros Márton Sik Ungern                        | Adam Wysocki Paweł Baumann Przmyslaw Gawrych Tomasz Mendelski Polen            |
| Duisburg 2007    | Richard Riszdorfer Michal Riszdorfer Erik Vlček Juraj Tarr Slovakien                 | Stanislaŭ Streltjanka Dzianis Zjyhadia Siarhej Findziukevitj Ruslan Bitjan Belarus | Márton Sik Attila Boros Attila Csamangó Gábor Bozsik Ungern                    |
| Račice 2017      | Tom Liebscher Ronald Rauhe Max Rendschmidt Max Lemke Tyskland                        | Rodrigo Germade Cristian Toro Carlos Garrote Marcus Walz Spanien                   | Daniel Havel Jan Štěrba Jakub Špicar Radek Šlouf Tjeckien                      |

## K-1 200 m
Introducerades: 1994.
| Spel             | Guld                     | Silver                    | Brons                                    |
| Mexico City 1994 | Siarhej Kalesnik (BLR)   | Vince Fehérvári (HUN)     | Miguel Garcia (ESP)                      |
| Duisburg 1995    | Piotr Markiewicz (POL)   | Siarhej Kalesnik (BLR)    | Ren Crichlow (CAN)                       |
| Dartmouth 1997   | Vince Fehérvári (HUN)    | Grzegorz Kotowicz (POL)   | Oleksej Slivinskij (UKR)                 |
| Szeged 1998      | Michael Kolganov (ISR)   | Oleksej Slivinskij (UKR)  | Ognjen Filipović (YUG)                   |
| Milano 1999      | Michael Kolganov (ISR)   | Oleksej Slivinskij (UKR)  | Ronald Rauhe (GER)                       |
| Poznan 2001      | Ronald Rauhe (GER)       | Oleksej Slivinskij (UKR)  | Anton Ryakhov (UZB)                      |
| Sevilla 2002     | Ronald Rauhe (GER)       | Anton Ryachov (UZB)       | Romas Petrukanecas (LTU)                 |
| Gainesville 2003 | Ronald Rauhe (GER)       | Vince Fehérvári (AUS)     | Anton Ryachov (UZB)                      |
| Zagreb 2005      | Carlos Pérez (ESP)       | Thomasz Medelski (POL)    | Anton Ryachov (UZB)                      |
| Szeged 2006      | Ronald Rauhe (GER)       | Carlos Pérez (ESP)        | Mykola Kremer (UKR)                      |
| Duisburg 2007    | Jonas Ems (GER)          | Vytautas Vaičikonis (LTU) | Gergely Gyertyános (HUN)                 |
| Dartmouth 2009   | Ronald Rauhe (GER)       | Oleh Charytonov (UKR)     | Artiom Kononjuk (RUS)                    |
| Poznan 2010      | Ed McKeever (GBR)        | Ronald Rauhe (GER)        | Piotr Siemionowski (POL)                 |
| Szeged 2011      | Piotr Siemionowski (POL) | Ed McKeever (GBR)         | Ronald Rauhe (GER)                       |
| Duisburg 2013    | Petter Öström (SWE)      | Mark de Jonge (CAN)       | Saúl Craviotto (ESP)                     |
| Moskva 2014      | Mark de Jonge (CAN)      | Petter Menning (SWE)      | Ed McKeever (GBR) · Saúl Craviotto (ESP) |
| Moskva 2014      | Mark de Jonge (CAN)      | Maxime Beaumont (FRA)     | Petter Menning (SWE)                     |
| Račice 2017      | Liam Heath (GBR)         | Bence Horváth (HUN)       | Aleksejs Rumjancevs (LAT)                |

## K-2 200 m
Introducerades: 1994.
| Spel             | Guld                                                 | Silver                                       | Brons                                        |
| Mexico City 1994 | Maciej Freimut Adam Wysocki Polen                    | Romică Şerban Daniel Stoian Rumänien         | Kay Bluhm Torsten Gutsche Tyskland           |
| Duisburg 1995    | Stein Jorgensen John Mooney USA                      | Romică Şerban Daniel Stoian Rumänien         | Zsolt Guylay Krisztián Bártfai Ungern        |
| Dartmouth 1997   | Vince Fehérvári Róbert Hegedűs Ungern                | Beniamino Bonomi Paolo Tommasini Italien     | Henrik Andersson Henrik Nilsson Sverige      |
| Szeged 1998      | Vince Fehérvári Róbert Hegedűs Ungern                | Sergej Verlin Anatolij Tisjtjenko Ryssland   | Geza Magyar Romică Şerban Rumänien           |
| Milano 1999      | Vince Fehérvári Róbert Hegedűs Ungern                | Roman Zarubin Aleksandr Ivanik Ryssland      | Marek Twardowski Adam Wysocki Polen          |
| Poznan 2001      | Alvydas Duonėla Egidijus Balčiūnas Litauen           | Ronald Rauhe Tim Wieskötter Tyskland         | Mykola Zajtjenkov Mychajlo Lutjnik Ukraina   |
| Sevilla 2002     | Alvydas Duonėla Egidijus Balčiūnas Litauen           | Marek Twardowski Adam Wysocki Polen          | Ronald Rauhe Tim Wieskötter Tyskland         |
| Gainesville 2003 | Alvydas Duonėla Egidijus Balčiūnas Litauen           | Marek Twardowski Adam Wysocki Polen          | Ronald Rauhe Tim Wieskötter Tyskland         |
| Zagreb 2005      | Dragan Zorić Ognjen Filipović Serbien och Montenegro | Alvydas Duonėla Egidijus Balčiūnas Litauen   | Marek Twardowski Adam Wysocki Polen          |
| Szeged 2006      | Ronald Rauhe Tim Wieskötter Tyskland                 | Marek Twardowski Adam Wysocki Polen          | Dragan Zorić Ognjen Filipović Serbien        |
| Duisburg 2007    | Raman Petrusjenka Vadzim Machneŭ Belarus             | Ronald Rauhe Tim Wieskötter Tyskland         | Dragan Zorić Ognjen Filipović Serbien        |
| Dartmouth 2009   | Raman Petrusjenka Vadzim Machneŭ Belarus             | Saúl Craviotto Carlos Pérez Spanien          | Andrew Willows Richard Dober Jr. Kanada      |
| Poznan 2010      | Arnaud Hybois Sébastien Jouve Frankrike              | Saúl Craviotto Carlos Pérez Spanien          | Liam Heath Jonathon Schofield Storbritannien |
| Szeged 2011      | Arnaud Hybois Sebastien Jouve Frankrike              | Jonathon Schofield Liam Heath Storbritannien | Raman Petrusjenka Vadzim Machneŭ Belarus     |
| Duisburg 2013    | Jurij Postrigaj Aleksandr Djatjenko Ryssland         | Liam Heath Jonathan Schofield Storbritannien | Ronald Rauhe Jonas Ems Tyskland              |
| Moskva 2014      | Nebojša Grujić Marko Novaković Serbien               | Tom Liebscher Ronald Rauhe Tyskland          | Maxime Beaumont Sébastien Jouve Frankrike    |
| Milano 2015      | Sándor Tótka Péter Molnár Ungern                     | Jurij Postrigaj Aleksandr Djatjenko Ryssland | Nebojša Grujić Marko Novaković Serbien       |
| Račice 2017      | Balázs Birkás Márk Balaska Ungern                    | Cristian Toro Carlos Garrote Spanien         | Marko Novaković Nebojša Grujić Serbien       |

## K-4 200 m
Introducerades: 1994. Togs bort: 2009.
| Spel             | Guld                                                                          | Silver                                                                 | Brons                                                                           |
| Mexico City 1994 | Anatolij Tisjtjenko Oleg Gorobij Sergej Verlin Viktor Denisov Ryssland        | Florin Scoica Sorin Petcu Martin Popescu Geza Magyar Rumänien          | Mychajlo Slyvynskyj Andrij Petrov Jurij Kitjajev Andrij Borzukov Ukraina        |
| Duisburg 1995    | Krisztián Bártfai Gyula Kajner Antal Páger Gábor Pankotai Ungern              | Anatolij Tisjtjenko Oleg Gorobij Sergej Verlin Viktor Denisov Ryssland | Thomas Reineck André Wohllebe Jan Günther Mark Zabel Tyskland                   |
| Dartmouth 1997   | Anatolij Tisjtjenko Oleg Gorobij Sergej Verlin Aleksandr Ivanik Ryssland      | Vince Fehérvári Krisztián Bártfai Gábor Horváth Róbert Hegedűs Ungern  | Torsten Gutsche Mark Zabel Jan Günther Björn Bach Tyskland                      |
| Szeged 1998      | Gyula Kajner Vince Fehérvári István Beé Róbert Hegedűs Ungern                 | Antonio Rossi Beniamino Bonomi Ivano Lussignoli Luca Negri Italien     | Andreas Gjersø Nils Olav Fjeldheim Knut Holmann Robby Roarsen Hangli Norge      |
| Milano 1999      | Vince Fehérvári Gyula Kajner István Beé Róbert Hegedűs Ungern                 | Piotr Markiewicz Marek Twardowski Adam Wysocki Paweł Łakomy Polen      | Anatolij Tisjtjenko Andrej Sjtjegolichin Oleg Gorobij Vitalj Gankin Ryssland    |
| Poznan 2001      | Vince Fehérvári Gyula Kajner István Beé Róbert Hegedűs Ungern                 | Roman Zarubin Aleksandr Ivanik Denis Turtjenkov Andrej Tissin Ryssland | Oleksij Slivinskyj Mykola Zajtjenkov Mychajlo Lutjnik Borys Markin Ukraina      |
| Sevilla 2002     | Martin Chorváth Rastislav Kužel Ladislav Belovič Juraj Lipták Slovakien       | Manuel Muñoz Jaime Acuña Aike González Oier Aizpurua Spanien           | Vince Fehérvári Róbert Hegedűs Gábor Horváth István Beé Ungern                  |
| Gainesville 2003 | Oleksij Slivinskyj Mychajlo Lutjnik Mykola Zajtjenkov Andrij Borzukov Ukraina | Vasile Curuzan Marian Babin Alexandru Ceausu Romică Şerban Rumänien    | Manuel Muñoz Jaime Acuña Aike González Oier Aizpurua Spanien                    |
| Zagreb 2005      | Viktor Kadler István Beé Balázs Babella Gergely Gyertyános Ungern             | Norman Bröckl Björn Bach Björn Goldschmidt Jonas Ems Tyskland          | Raman Petrusjenka Aljaksej Abalmasaŭ Dziamjan Turtjyn Vadzim Machneŭ Belarus    |
| Szeged 2006      | Milan Djenadić Ognjen Filipović Bora Sibinkic Dragan Zorić Serbien            | Viktor Kadler Gergely Gyertyános Balázs Babella István Beé Ungern      | Sergej Kosilov Konstantin Visjnjakov Stepan Sjevtjuk Sergej Chovanskij Ryssland |
| Duisburg 2007    | Viktor Kadler István Beé Gergely Boros Balázs Babella Ungern                  | Ognjen Filipović Dragan Zorić Bora Sibinkic Milan Djenadić Serbien     | Stepan Sjevtjuk Anton Vasiljev Konstantin Visjnjakov Sergej Chovanskij Ryssland |
| Dartmouth 2009   | Raman Petrusjenka Taras Valko Dziamjan Turtjyn Vadzim Machneŭ Belarus         | Richard Riszdorfer Michal Riszdorfer Erik Vlček Juraj Tarr Slovakien   | Aleksandr Djatjenko Sergej Chovanskij Stepan Sjevtjuk Roman Zarubin Ryssland    |

## K-1 4 x 200 m stafett
Introducerades: 2009
| Spel           | Guld                                                                  | Silver                                                                          | Brons                                                                               |
| Dartmouth 2009 | Francisco Llera Saúl Craviotto Carlos Pérez Ekaitz Saies Spanien      | Norman Bröckl Jonas Ems Torsten Lubisch Ronald Rauhe Tyskland                   | Guillaume Burger Arnaud Hybois Sébastien Jouve Jean Baptiste Lutz Frankrike         |
| Poznan 2010    | Saúl Craviotto Francisco Llera Pablo Andres Carlos Pérez Spanien      | Ed McKeever Jonathon Schofield Liam Heath Edward Cox Storbritannien             | Viktor Zavolskij Aleksandr Djatjenko Jevgenij Salachov Aleksandr Nikolajev Ryssland |
| Szeged 2011    | Saul Craviotto Ekaitz Saies Carlos Pérez Pablo Andres Spanien         | Viktor Zavolskij Aleksandr Djatjenko Michail Tamonov Jevgenij Salachov Ryssland | Casper Nielsen Jimmy Bøjesen Kasper Bleibach Lasse Nielsen Danmark                  |
| Duisburg 2013  | Piotr Siemionowski Denis Amroziak Sebastian Szypula Dawid Putto Polen | Jurij Postrigaj Maksim Molotjkov Oleg Charitonov Aleksandr Djatjenko Ryssland   | Miklós Dudás Sándor Tótka Péter Molnár Dávid Hérics Ungern                          |
| Moskva 2014    | Miklós Dudás Dávid Hérics Bence Nádas Sándor Tótka Ungern             | Maxime Beaumont Étienne Hubert Arnaud Hybois Sébastien Jouve Frankrike          | Liam Heath Ed McKeever Kristian Reeves Jon Schofield Storbritannien                 |

## K-1 5000 m
Introducerades: 2010
| Spel          | Guld                   | Silver              | Brons                    |
| Poznan 2010   | Ken Wallace (AUS)      | Max Hoff (GER)      | Maximilian Benassi (ITA) |
| Szeged 2011   | Max Hoff (GER)         | Aleh Jurenja (BLR)  | Maximilian Benassi (ITA) |
| Duisburg 2013 | Ken Wallace (AUS)      | Daniel Dal Bo (ARG) | Edward Rutherford (GBR)  |
| Moskva 2014   | Ken Wallace (AUS)      | Max Hoff (GER)      | Cyrille Carré (FRA)      |
| Milano 2015   | Ken Wallace (AUS)      | Max Hoff (GER)      | Aleh Jurenja (BLR)       |
| Račice 2017   | Fernando Pimenta (POR) | Max Hoff (GER)      | Aleh Jurenja (BLR)       |